# Haldenturm

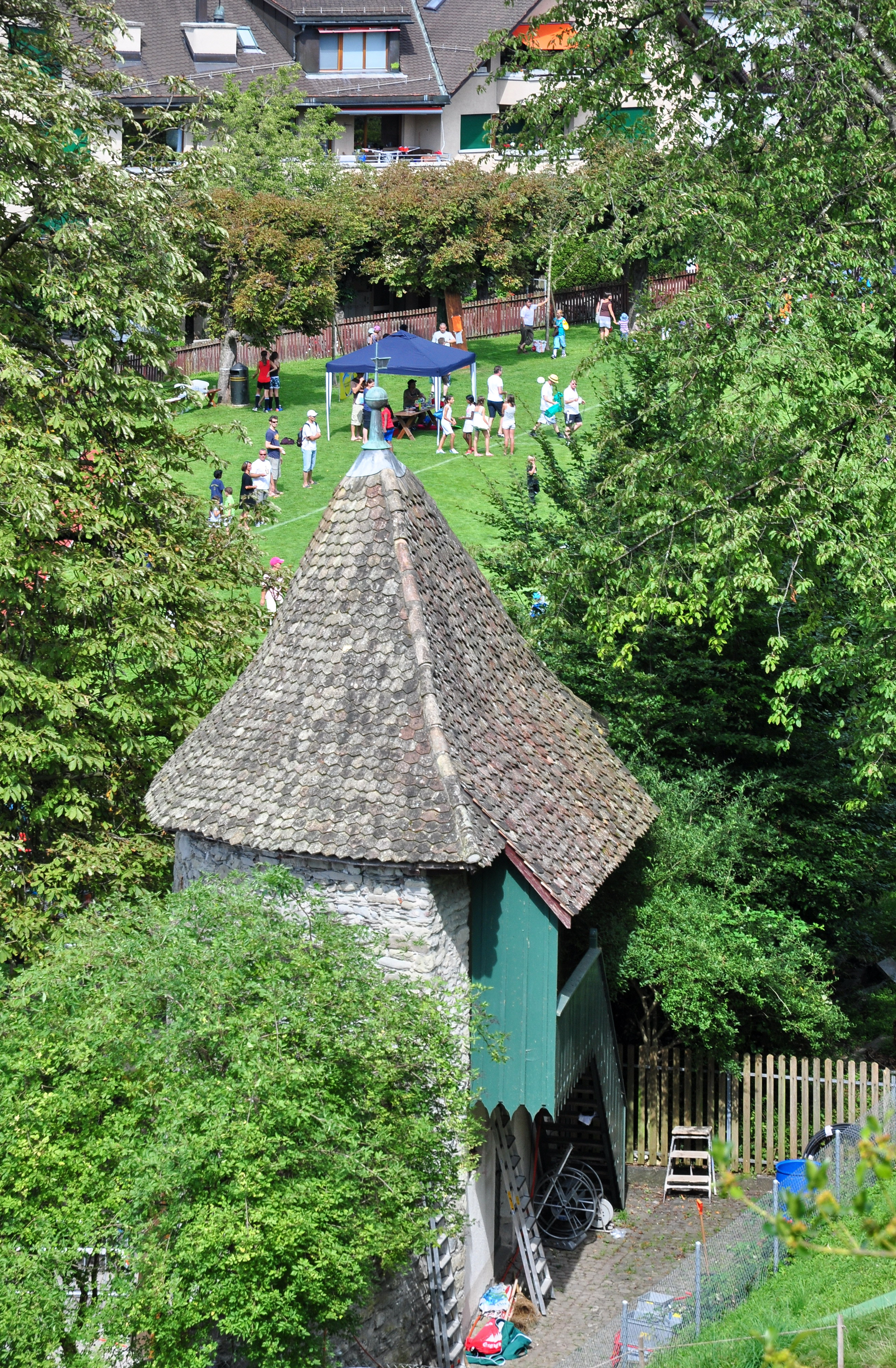
Ansicht vom Lindenhof, im Hintergrund die Giessi-Wiese

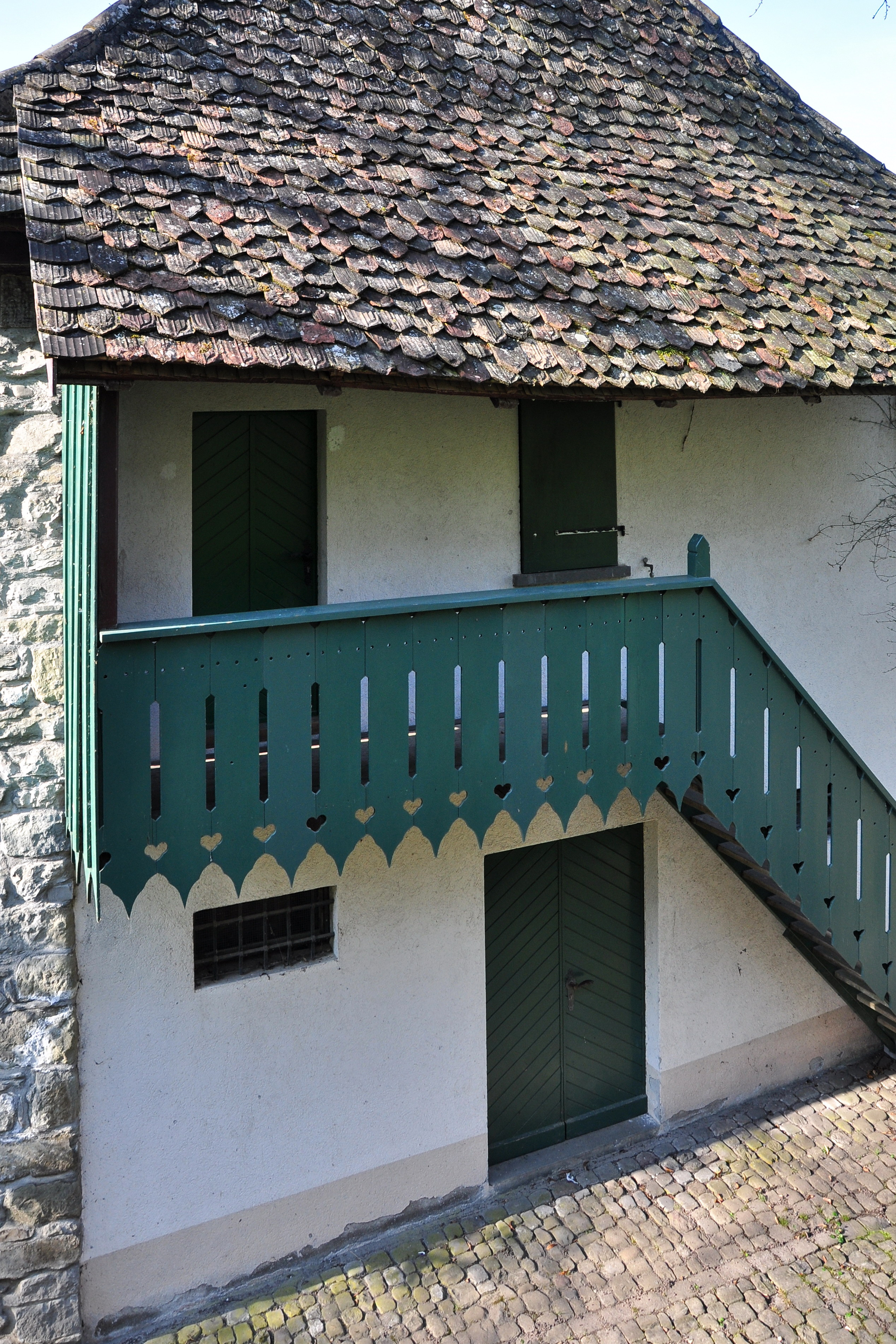
Vermutlich in jüngerer Zeit erfolgter Ausbau des Schalenturms

Der Haldenturm ist einer der vier erhaltenen Türme der mittelalterlichen Stadtbefestigung von Rapperswil, einem Ortsteil der Schweizer Gemeinde Rapperswil-Jona im Kanton St. Gallen.

## Lage
Der Haldenturm war ein Bollwerk im nordöstlichen Teil der Altstadt von Rapperswil als Teil der äusseren Ringmauer der Stadtmauer, parallel zur Hauptbefestigung zwischen dem Schloss, der Stadtpfarrkirche und dem Breny-Turm am Herrenberg und dem Halsturm beim Engelplatz. Seit den 1830er-Jahren steht er rund 100 Meter nordwestlich des Durchgangs vom Müseggturm zur Giessi isoliert bei der Mündung des Stadtbaches beziehungsweise unmittelbar an der Kempratner Bucht.

## Baugeschichte

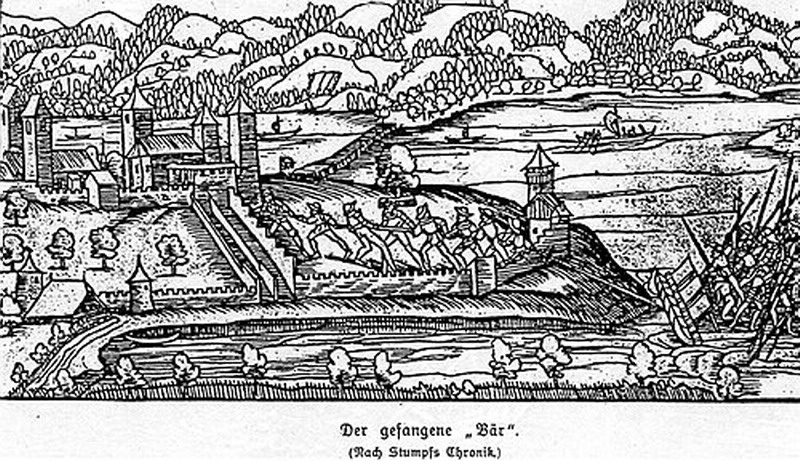
Belagerung von Rapperswil durch die Innerschweizer während des Alten Zürichkriegs, Chronik von Johannes Stumpf, 1554

Die Baugeschichte des einstigen Turms der äusseren Ringmauer ist ungeklärt. Entstanden sein könnte das zweigeschossige Gebäude im späten 14. Jahrhundert mit der östlichen Erweiterung der Stadtbefestigung. In Stumpf’s Chronik von 1554 ist während des Alten Zürichkriegs die versuchte Kaperung des Schwyzer Kampfflosses namens «Bär» in der Kempratner Bucht durch die Rapperswiler/Habsburger Besatzung dargestellt. Diese versuchte mit einem im Wasser verborgenen Haken das Kriegsfloss an die Stadtmauern heranzuziehen. Deutlich zu erkennen sind die westliche Stadtbefestigung im Umfeld des heutigen Kapuzinerklosters, ganz links der Haldenturm sowie der Lindenhof und die markante Stadtansicht mit der Stadtpfarrkirche, dem Schloss und der historischen Seebrücke im Hintergrund. Erstellt wurde das Gebäude am nordwestlichen Hang des Lindenhofs wahrscheinlich als Schalenturm mit halbrundem Spitzdach.
Seit der Schleifung der Stadtbefestigung wird das gut erhaltene Bollwerk als Lagerraum und jeweils mittwochs als Meditationsraum genutzt und ist in den Spielplatz an der Giesse integriert. Bis zur Erstellung der Bühler-Allee zwischen Einsiedlerhaus–Endingerturm und der Giessi-Wiese lag das Bauwerk am Seeufer, als Bollwerk der äusseren Mauer zwischen Endingerhorn und Müseggturm.